# Groot-seminarie Rijsenburg
Het grootseminarie Rijsenburg is een voormalig seminarie in Driebergen, gemeente Utrechtse Heuvelrug.
Het werd in 1856–57 in opdracht van mgr. Johannes Zwijsen naar een ontwerp van H. J. van den Brink voor ruim 106.000 gulden gebouwd op een gebied van 30 ha van het landgoed Sparrendaal dat Seminarieterrein is gaan heten. H.J. van Tulder ontwierp de kapel.
Het bisdom Utrecht had in 1854 het landgoed Sparrendaal gekocht om er een grootseminarie te vestigen, door aanbouw van vleugels tussen hoofdgebouw en bouwhuizen. Een inzameling onder katholieken in Nederland bracht echter genoeg geld op voor nieuwbouw elders op het landgoed.
Sparrendaal zelf ging dienen als residentie van aartsbisschop Joannes Zwijsen. Op oude ansichten werd het wel aangeduid als "Aartsbisschoppelijk Paleis".
De katholieken noemden het seminarie "Rijsenburg", hoewel het op grondgebied van Driebergen stond.

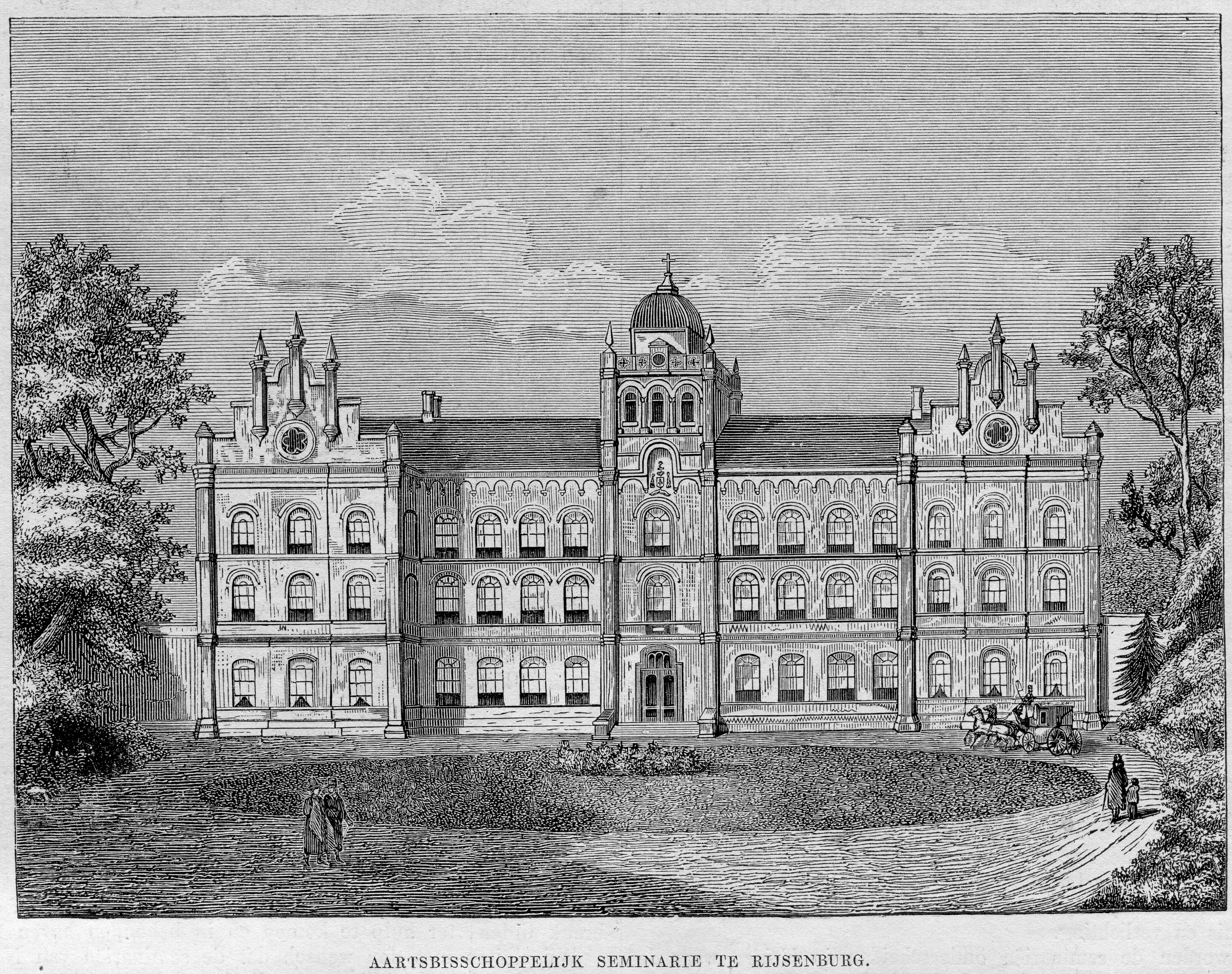
Gravure van het seminarie uit Katholieke Illustratie (1870)

In 1870 werd Dr. Herman Schaepman professor aan het groot-seminarie. Hij was een regelmatige gast bij de familie van Vollenhoven op Sparrendaal. Maurits van Vollenhoven stond in 1903 aan het sterfbed van Schaepman in Rome. In 1908 werd op initiatief van de Verfraaiings Vereniging (later VVV) een door architect Pierre Cuypers ontworpen Schaepmanmonument opgericht.
Bernardus Alfrink, de latere aartsbisschip van Utrecht, doceerde vanaf oktober 1933 exegese aan het groot-seminarie.
In de zomer van 1942 werd Rijsenburg door de Duitse bezetter gevorderd. "Rijsenburg" verhuisde toen tijdelijk naar een kasteel in Laag-Keppel in de Achterhoek.
In 1961 kwamen de priesterstudenten in opstand tegen de leiding van het seminarie. Hierover schreef Jan ter Laak in 1999 het boek Brave rebellen: Herinneringen aan de eerste studentenopstand in Nederland (1961).
Het seminarie werd in 1968 gesloten. Park en gebouwen werden in 1971 door de gemeente aangekocht. Na jarenlange plannenmakerij en politieke verwikkelingen werd het seminariegebouw in 1984 gesloopt. Het park werd openbaar en er kwam een woonwijk met appartementen en geschakelde bungalows.